# Can Pere Llebre
Can Pere Llebre és una casa d'Amer (Selva) inclosa a l'Inventari del Patrimoni Arquitectònic de Catalunya.

## Descripció
Immoble de tres plantes, entre mitgeres, cobert amb una teulada d'una sola aigua de vessant a façana. Està ubicat al costat dret del carrer Migdia.
La façana principal, que dona al carrer Migdia, està estructurada internament en una sola crugia. La planta baixa consta d'un portal d'accés adovellat d'arc carpanell, amb unes dovelles de mida mitjana però ben treballades i escairades.
Al primer pis trobem dues obertures rectangulars. A destacar especialment la de l'extrem esquerre, que està equipada amb llinda monolítica, muntants de pedra i ampit treballat.
Pel que fa al segon pis, hi tenim una obertura quadrangular irrellevant, ja que no ha rebut cap tractament singular a destacar.
Tanca la façana en la part superior, un ràfec format per dues fileres de teula.
La pedra té molt poca presència en la façana, fins al punt que la trobem concentrada únicament en dos sectors específics: per una banda en les dovelles i muntants del portal d'accés de la planta baixa, mentre que per l'altra, en la llinda, muntants i ampit de la finestra del primer pis. En els dos casos es tracta de pedra sorrenca.

## Història
El carrer Migdia, on trobem inscrit Can Pere Llebre, pertany a un dels barris més importants d'Amer, el Pedreguet. Es tracta d'un barri emblemàtic que té en el carrer Girona un dels seus màxims exponents. Aquest carrer va ser una de les principals artèries del nucli des de l'edat mitjana i ara és l'eix vertebrador del barri.